# Euplocia radians
Euplocia radians là một loài bướm đêm trong họ Erebidae.